# Mactán
Mactan é uma illha das Filipinas, localizada na região de Cebu. Na época pré-colonial tinha o nome de Opong.
Fernão de Magalhães foi morto nesta ilha por Lapu-Lapu, rei de Cebu, em 27 de abril de 1521.